# Muhammad al-Mahdi
Muhammad ibn Hasan al-Al-Askari (en árabe: محمد بن الحسن العسكري; nacido el 15 de Sha'ban de 255 o 256 DH) conocido como Huyyat ibn al-Hasan, según los chiitas es el duodecimo, el último Imam y Al-Mahdi Prometido. Era el hijo de Hasan ibn Ali al-Al-Askari, el undécimo Imam de los chiitas, y al igual que el profeta del Islam, su nombre es Muhammad y su kunya es Abu al-Qásim.
"Imam del Tiempo", "Sahib al-Zaman", "Vali 'Asr", "Qáimu 'Ali Muhammad" y "Al-Mahdi Prometido" se encuentran entre sus títulos. Según la creencia actual de los doce imames chiitas, Hojjat ibn Hasan nació en Samarra en medio del mes de Sha'ban en 255 o 256 AH; logrando la posición del Imamato tras la muerte de su padre a la edad de cinco años.
Tras la muerte de Hasan al-Al-Askari, Al-Mahdi sólo se comunicó con los chiitas a través de cuatro diputados. Después de un período de setenta años - conocido como la Ocultación Menor (Al-Gayba al-sugrá) - y con la muerte de Ali ibn Muhammad Al-Samari, el cuarto diputado del duodécimo Imam chiita, los chiitas volvieron a quedar confundidos. 
Según los chiitas, después de Al-Gayba al-Sugra, sus seguidores no están en contacto directo con Mahdi y este período se llama Al-Gayba al-kubra (la Ocultación Mayor), después del cual se levantará como Mahdi y expandirá la verdad y la justicia en todo el mundo.
Después de la muerte de Hasan al-Al-Askari, el undécimo Imam de los chiitas, en 260 AH a la edad de 28 años, dado a que Hasan al-Al-Askari, a diferencia de otros Imames de los chiitas, que habían designado al próximo sucesor durante su vida, no dejó públicamente un sucesor, se produjo una gran crisis intelectual y religiosa entre los chiitas.
Durante este período, conocido como la "Época de errancia", los chiitas se dividieron en muchas sectas. Algunos de ellos creían que Hasan al-Al-Askari no tuvo hijo y otros dijeron que murió su y unos aceptaron al Imamato de Ya’far, el hermano de Hasan al-Al-Askari, y algunos grupos siguieron a los hijos y descendientes del noveno y décimo Imames chiitas.
Pero algunos de los compañeros de Hasan al-Al-Askari, como Uzmán ibn Sa’íd, su diputado, creían que tenía un hijo que lo sucedió, pero lo mantuvieron en secreto para que el gobierno no lo arrestara y lo matara. Este punto de vista se ha convertido AHora en la opinión de todos los chiitas duodecimanos.
Creer en el Imam ausente (invisible) ha tenido muchos beneficios para los chiitas oprimidos. Dado que el Imam ausente no consideraba como una amenaza, así que disminuyeron las tensiones con los gobernantes sunita. Además, la creencia en la reaparición del Imam ausente hizo que la esperanza de su regreso reemplazara el desafío del sistema político gobernante.       
El Imam ausente se convirtió en la causa de la solidaridad de los chiitas, quienes estaban separados. Además, la creencia en la aparición del Imam invisible, como el Mahdi, ayudó a los chiitas a soportar los problemas, dándoles la esperanza de un futuro lleno de justicia.

## Los antecedentes de la creencia chiita en Al-Mahdi y Al-Qa’ím
Según Yásim Husáin, el concepto de "Al-Mahdi" se utilizaba como persona guiada desde la época del Profeta del Islam. Tanto los sunitas lo usaron para los califas ortodoxos como los chiitas lo usaron para los Ima
mes. Por ejemplo, durante el levantamiento de Husáin ibn Ali, los chiitas de Kufa lo llamaron Mahdi, y Sulayman ibn Surad lo honró con este título tras la muerte de Husáin. Pero su aplicación en el concepto de salvador comenzó desde la época de Mujtár al-Zaqafí para Muhammad ibn al-Hanafiyya.
Según Saíd Amiraryamand y Wilfred Madelung, el primer grupo que creyó en el salvador y en su ocultación fue la secta de Kisániyya, formada tras la represión del levantamiento de Mujtár, considerando que Muhammad ibn Al-Hanafiyya, el hijo de Ali, era Al-Mahdi, y después de su muerte, anunciaron que no está muerto y que está oculto en el Monte de Radua en Medina, y que un día regresará como el Mahdi y Al-Qa’ím.
Según Madelung, los chiitas siguieron repetidamente a muchas personas de la familia del Profeta del Islam como Mahdi. Pero no pudieron satisfacer las expectativas de los chiitas. Personas como Muhammad ibn Al-Hanafiyya, su hijo Abu Hashim, Muhammad ibn Mu’awiya, Muhammad ibn Abdulla al-Nafs al-Zakiyya, Ya’far al-Sádiq y Musa al-Kádhim fueron conocidos como Al-Mahdi prometido entre los chiitas en un periodo.
Tanto Muhammad al-Báqir como Ya’far al-Sádiq eran apoyados por sus seguidores en el caso de que se levantaran contra el entonces gobierno; Pero los ambos pidieron a sus chiitas calmándose y dijeron que aunque todos los Imames tienen la capacidad de derrocar diferentes gobiernos, Al-Mahdi prometido aparecerá en el futuro después de la ocultación por orden de Dios de eliminar la injusticia.
Hay una diferencia sobre el uso de concepto de al-Mahdi como salvador por parte de los Imamíes. Según Mudarresi, hasta la época de al-Gayba al-Sugra, el concepto de al-Mahdi era una idea no Imamíes. Durante el tiempo de la ocultación, los chiitas mezclaron gradualmente la opinión de al-Mahdi (salvador) y Al-Qa’ím que les pertenecía a los Imamíes. Por otro lado, Yásim Husáin cree que no sólo al-Mahdi fue utilizado como el significado de salvador por Imamíes desde la época de los Imames, sino que los Imames anteriores creían que cada uno de ellos, si las condiciones lo requieren puede ser Al-Mahdi.
Según Mohammad Ali Amir Mo’ezzi y Timothy Furnish, muchas de las creencias islámicas sobre el Salvador, su aparición y sus componentes, se deben a religiones anteriores como el maniqueísmo, el zoroastrismo, el judaísmo y el cristianismo. Sin embargo, según Yásim Husáin, la idea de Al-Mahdi como salvador se derive en los hadices del Profeta, narrados por veintiséis de sus compañeros en los libros de de los suníes, Zaydíes e imamíes.
Wilfred Madelung en la Encyclopaedia of Islam destaca que la teoría de la ocultación ha sido suficientemente confirmada por las narraciones de los Imames anteriores de chiitas, de modo que tras la muerte del undécimo Imam, la mayoría de los imamíes creyeron en la existencia de Al-Mahdi prometido, y algunos eruditos sunitas también lo creen.
Además, según un hadiz fiable tanto para los chiitas como los sunitas, Muhammad dijo: "Si sólo queda un día en la vida de este mundo, Dios lo hará tan largo hasta que venga un hombre de mi familia que tenga el mío nombre, llenando la tierra de justicia después de que había llenado de injusticia."

## Condiciones políticas y religiosas de los siglos III y IV.
Desde la época de al-Mutawwákkil al-Abassi (232-247 DH/847-861 DC) la política de tolerancia con los chiitas fue dejado. Por su orden, el santuario de Husáin ibn Ali fue destruido y el décimo Imam chiita, Al-Hadi, fue convocado de Medina a Samarra junto con su hijo, Hasan Al-Askari para estar bajo supervisión.
Mutawwákkil no escatimó medios para insultar y humillar a Ali Al-Hadi. Los informes indican que los Imames en Samarra estaban bajo severa presión y los chiitas en Irak y Hiyaz vivían con muchas dificultades. Al-Muntasir, hijo y sucesor de al-Mutawakkul, dejó estas políticas, dando a Al-Hadi más libertad.
El rigor a los chiitas regresó durante la época de Al-Musta'in (862-866 DC). En ese momento, el décimo Imam chiita eligió a Uzmán ibn Sa’íd como su representante en Irak, lo cual fue confirmado por el siguiente Imam, Hasan Al-Askari .
Durante el tiempo de los últimos Imames de los chiitas, se formó una red de abogados cuya misión principal era recolectar impuestos religiosos como Jums y zakat.
Tras asesinato de al-Mutawakkul en 247 DH/861 DC, se preparó el terreno para la decadencia del poder abbasí. [23] Con el surgimiento de una guerra civil tras su muerte, que provocó la muerte de cuatro califas en un corto tiempo, el Imperio abbasí quedó prácticamente fragmentado, surgiendo potencias independientes en diferentes zonas de tierras islámicas, que buscaban la autonomía.
Las condiciones políticas y religiosas de los últimos años del Imamato de Hasan Al-Askari  coincidieron con la debilidad del califato abbasí, impidiéndole ejercer eficazmente su soberanía salvo en una parte limitada de Irak. Durante este período, diferentes pueblos se habían rebelado en distintas zonas, lo que produje una división política en el territorio del imperio abbasí. Al-Mu’tamid Al-Abbasí puso a Hasan Al-Askari , su rival del califato, bajo vigilancia en Samarra, impidiéndole reunirse con sus seguidores.
Al- Mu’tamid Al-Abbasí estaba bajo el domino de su hermano Al-Muwaffáq, el comandante de su ejército, por lo que desde 882 DC, el califa no tenía poder y estaba prácticamente bajo arresto domiciliario Al-Muwaffáq y su hijo Al- Mu'tádid lograron reforzar el Califato, utilizando el poder militar. Aunque las tierras bajo su dominio directo se limitaban a Irak, lo pudieron expandir poco a poco hasta Egipto y el oeste y centro de Irán mediante el uso de la fuerza militar y la diplomacia.
Durante las últimas décadas del siglo III de la Hégira, los movimientos chiitas, especialmente los ismailíes, levantaron en varias regiones, incluido el norte de África y el norte de Siria, y Abu AbdullAH Chiita logró reuniendo seguidores en Al-Magrib al-árabe. En ese momento, una Sa’íd ibn Husáin, conocida como Ubaydul-lá  al-Mahdi, reclamó el Imamato, y Abu AbdullAH Chiita se convirtió en su fanático, logrando conquistar Ifriqiya en 297 AH/909 DC.
En el mismo año, Ubaydul-lá  al-Mahdi se convirtió en califa, estableciendo el gobierno Fatimí. Los ismaelitas, que no aceptaron el califato Fatimí, levantando como el movimiento de Cármatas. Por otro lado, los chiitas zaidíes rarmaron un gobierno en Tabaristán en 250 AH/864 DC y luego en Yemen en 284 AH/897 DC.
De esta manera, los primeros años de al-Gayba al-Kubra coincidió con el "siglo chiíta". En las primeras décadas del siglo IV de la Hégira (X DC), los Zaydíes de 'Al-Buya fue dominado por importantes regiones de Irán, incluidas Fars, Rey e Isfahán.
En el año 334 DH/945 DC, los chiitas de 'Al-Buya tomaron el control del gobierno de Bani Abbas. 'Al-Buya, aunque probablemente eran zaydíes al principio, cuando llegaron al poder, se inclinaron a los duodecimanos (imamíes chiitas).
Al mismo tiempo que 'Al-Buya, otros gobernantes chiitas, como los fatimíes en Egipto y el norte de África, la dinastía Bani Hamdan en el norte de Irak y Siria, y los idrisíes llegaron al poder en unas partes del norte de África.

## Nacimiento
Según AHmad Paktachi, el linaje de Hasan Al-Askari continuó a través de una esclava, a quien se menciona con varios nombres en las fuentes, como Sayqal, Naryis, Súsan y Rayhána.
Según la mayoría de las fuentes chiitas y sunitas, como Abul Ma'ali (m. después de 485 AH), Ibn Azír (m. 555 AH), Ibn ShAHr-Ashub (m. 588 AH) e Ibn Talha (m. 625 AH) el único hijo de Al-Askari  se llama Muhammad, quien según la famosa narración entre los chiitas nació en el 15 de Sha'ban 255 AH.
Contrariamente a la opinión predominante, según algunas fuentes chiitas y sunitas como Muhammad Zarandi (m. 750 AH) y Husáin Jasibi (m. 346 AH) tenía otros niños y según algunos historiadores sunitas como Al-Tabari (m. 310 AH) e Ibn Hazm (m. 456 AH) no tenía hijos.

## Los años del Imamato de Hasan Al-Askari
Durante los años de su Imamato en Samarra, Hasan Al-Askari vivió bajo las restricciones impuestas por el califa abbasí. Estaba bajo la supervisión de los espías de al-Mu'tamid al-Abbasí y no podía comunicarse libremente con los chiitas.
Cuando enfermó en el año 260 A.H, Al-Mu’tamid le envió a varios cuidadores junto con un médico y un juez. Finalmente, falleció a causa de la enfermedad el día 8 de Rabi' al-Aual de, correspondiente al 1 de enero del 874 DC Al-Mu’tamid envió a Abu 'Isa, el hijo de Al-Mutawakkel, rezando a su cuerpo. Fue enterrado en su casa tras la ceremonia del funeral. Según Sheij al-Túsi, Uzmán ibn Sa’íd lo cuidaba durante su enfermedad y realizó el gusl y entierro.
De esta manera, según la antigua fuentes Imamíes, Hasan Al-Askari no presentó publicamente a su hijo y sucesor, entonces sus seguidores, que creían que la tierra no puede estar vacía de un Imam y que el próximo Imam será presentado por el Imam anterior, quedaron errantes, dividiéndose en muchas ramas.
Por otro lado, según Modarresi, durante el Imamato de Hasan Al-Askari , su Imamato fue desafiado por su hermano Ya’far, provocando desacuerdo, enemistad, odio entre los dos hermanos y sus compañeros. La muerte de Hasan sin un hijo y sin un hermano más que Ya’far hizo que Imamiyya sufriera el mayor problema ideológico. Estaba claro que los fanáticos cercanos de Hasan Al-Askari  no querían seguir a Ya’far tras enemistades anteriores.

## Desacuerdo entre Ya’far y la madre de Hasan Al-Askari
Ya’far (m. 271 AH), el único hermano vivo de Hasan Al-Askari, después de su muerte, afirmó que Hasan Al-Askari no tenía hijos, tomando su herencia.Surgió un desacuerdo entre Ya’far y la madre de Hasan Al-Askari sobre su herencia, que fue explicado de dos maneras diferentes.
Según Mudarresi, la madre de Hasan Al-Askari, Hudayz, afirmó que el hijo de Hasan Al-Askari aún no ha nacido y una esclava llamada Sayqal está embarazada de él. El objetivo de la reclamación era privar de la herencia a Ya’far, el hermano de Hasan Al-Askari; porque si Hasan tuviera hijos, según la jurisprudencia sunita, la herencia de Hasan Al-Askari pertenecería únicamente a su madre. Sin embargo la reclamación no era exitoso, porque la esclava estaba bajo vigilancia durante años y no dio a luz a un niño. Algunos de los ancianos chiitas y amigos cercanos de Hasan Al-Askari se pusieron seguidor de Ya’far y algunos apoyaron a la madre de Hasan.
Pero según Yásim Husáin, Hasan Al-Askari redactó un testamento, entregando todos sus bienes a su madre. Después de recibir la noticia de su muerte, su madre llegó a Samarra desde Medina, pero todas las propiedades habían quedado bajo el control de los abbasíes, mientras Ya’far también insistió en su derecho. Hudayz refiriéndose a la jurisprudencia Imami, dijo que Hasan lo designó como su heredero y Ya’far no tiene ningún derecho. Después de que se supo que Sayqal no estaba embarazada, el juez votó a favor de Hudayz, pero dividieron la herencia según la jurisprudencia sunita. 

## Hijo oculto de Hasan
Según Yásim Husáin, los compañeros especiales de Hasan Al-Askari  y sus representantes, después de su muerte acordaban que tenía un hijo que es el próximo Imam y su sucesor, prohibiéndoles a los chiitas preguntar su nombre y revelar su existencia ante los enemigos.
Además, según los informes de Sheij al-Sadúq, Sheikh al-Túsi y al-Nayashi, antes de su muerte, Hasan Al-Askari  presentó a su hijo como su sucesor a cuarenta de sus compañeros más cercanos, ordenándoles obedecer a Uzmán ibn Sa’íd y su hijo Muhammad ibn Uzmán durante su ausencia.
Una gran parte de los chiitas aceptó esta opinión, aunque inicialmente no estaban de acuerdo sobre su fecha de nacimiento, su nombre y si era al-Mahdi prometido o no.
Según Mudarresi, un erudito chiíta, hasta la muerte de Hasan Al-Askari , su hijo no fue mencionado, hasta el punto de que Hasan solo indicó a su madre en su testamento. Después de su muerte, sus compañeros más cercanos, encabezados por Uzmán ibn Sa’íd al-Amri, anunciaron que tenía un hijo que sería su sucesor. Según al-Amari, mantenían al niño escondido porque temían que el gobierno lo arrestara y lo matara. Hakima, la tía de Hasan, también creía en la existencia de su hijo cuando presenció su nacimiento según su narración. Al contrario, Fátima, la hermana de Hasan Al-Askari , y su hermano Ya’far, declararon que Hasan no tenía hijos.
Según Mudarresi en este periodo, los representantes de Hasan insistían en que Hasan tenía un hijo oculto, que levantará por orden de Dios. Los abbasíes estaban especialmente preocupados por el prometido sucesor de Al-Askari. Por esta razón, Al-Mu’tamid ordenó buscando la casa del Imam y y se asignaron parteras a la casa de Hasan para verificar si las mujeres estaban embarazadas. Una de las esclavas, que se sospechaba que estaba embarazada, era vigilado en cuarentena.
Los abbasíes apoyaron a Ya’far, el hermano de Al-Askari  que reclamaba el puesto del Imamato, generando discordia en la familia del Imam. Las fuentes chiitas presentan a Ya’far como una persona mundana y buscadora de placeres que utilizó cualquier midio para convertirse en Imam, tratando de desacreditar a quienes creían en el Imamato del hijo ausente de Al-Askari.
La mayoría de los abogados locales que eran responsables de la comunicación entre chiitas e Imames, recolectando el Jums e impuestos religiosos de los chiitas, confirmaron la reclamación de Uzmán ibn Sa’íd. Pero algunos declararon sus dudas sobre la existencia del niño. 
Según Husáin Modaresi, la mayoría de los chiitas en las ciudades iraníes, especialmente en Qom, aceptaron la situación existente y continuaron pagando dinero a los abogados. Al contrario, muchos chiitas iraquíes, aceptaron al Imamato de Ya’far. Aunque Ya’far no vivió mucho después de la muerte de su hermano Hasan.
Mientras tanto, Uzmán ibn Sa’íd continuó administrando la red de abogados en Bagdad hasta su muerte (entre 260 y 267 AH), Afirmando estar en contacto directo con el hijo de Hasan al Al-Askari.

## Las sectas de Imamiyya en La Época de Errancia
Con la muerte de Hasan Al-Askari (m. 260 DH/874 DC), el undécimo Imam de los chiitas, surgió una gran confusión entre los chiitas durante medio siglo, a lo que los escritores chiitas se refieren como la " Época de errancia".
Durante esta época, la discordia entre los chiitas Imamíes se intensificó, en consecuencia, los movimientos rivales como Ismailitas se aprovecharon de esta situación. La propaganda negativa contra los imamíes durante el período era tanta que muchos de ellos dejaron su religión.
Los imamíes se ramificó en muchas sectas. Según Mas'udi (muerto en 346 AH/957 DC) en su libro Moruy al-Dhahab aparecieron veinte sectas y Según Hasan ibn Musa Nobajti (muerto alrededor de 300 AH) en su libro Firaq al-Shia, apareció catorce sectas.
Estas sectas se dividen en cinco categorías generales:
1. Al-Wáqfiyya (los que se detuvieron en Hasan Al-Askari ): Aquellos que no creyeron en la muerte de Hasan Al-Askari y lo consideraron vivo como "Al-Mahdi de la familia de Muhammad".
2. Al-Ya'fariyya: Aquellos que se convirtieron en lo fanáticos de Ya’far ibn Ali al-Hadi (226 a 271 DH) después de la muerte de Hasan Al-Askari.
3. Al-Muhammadiyya: Las personas que, después de negar el Imamato de Hasan Al-Askari, se convirtieron en seguidores del primer hijo de Al-Hadi, Muhammad (alrededor de 228 a 252 AH), quien murió durante la vida de su padre.
4. Algunos otros creían que así como no habrá más profetas después de Muhammad, no habrá Imam después de la muerte de Hasan Al-Askari.
5. Aquellos que creían en el Imamato del hijo de Hasan Al-Askari. Esta rama fue el mismo movimiento que gradualmente se convirtió en los actuales duodecimanos.
Según Amir Mo’ezzi, sólo una parte de los chiitas, que en aquel momento eran una pequeña minoría, apoyaba el quinto grupo, pero según Yásim Husáin, la mayoría de los compañeros de Hasan Al-Askari lo apoyaban.
Excepto el último grupo, las otras sectas desaparecieron cien años después de la muerte de Hasan Al-Askari.El período que provocó esta diferencia comenzó durante el califato de Al-Mu’tamid al-abbasí (califato: 256 a 279 DH/870 a 892 DC) y duró hasta la época de Al-Muqtadir al-abbasí (califato: 295 a 320 DC/908 a 932 DC).

## La creencia en el duodécimo Imam y el ocultismo
Una opinión común entre los investigadores de la historia del chiísmo es que la creencia en el número de Imames (doce Imames) y en que el duodécimo Imam es Al-Mahdi prometido ha evolucionado gradualmente entre los chiitas.Por otro lado, Según Yásim Husáin, había unos hadices afirmando que el duodécimo Imam será el salvador prometido antes del año 260 DH.
Según Amir Mo’ezzi, las fuentes del período de errancia muestran una gran diferencia con respecto al proceso de formación de las creencias de los duodecimanos chiitas. El análisis de las fuentes del período muestra las profundas dudas y ambigüedades de los chiitas con respecto al número de Imames chiitas e incluso a la ocultación de Al-Mahdi.
Según los escritos de Amir Mo’ezzi, por primera vez se ve una referencia a las dos ocultaciones del duodécimo Imam en las obras de Abu Sahl Nobajti.
Según él, la creencia en la existencia del duodécimo Imam se puede ver claramente en fuentes chiitas desde la época del Al-Sheij Al-Kulayni. En la introducción al libro Al-Gayba por Ibn Abi Zaynab Nu'mani (m. 360 AH), el autor lamenta que la mayoría de los chiitas no conozcan al duodécimo Imam.
Al-Sheij Al-Sadúq también enfrentó muchas preguntas de los chiitas de Jorasán preguntando sobre la identidad del duodécimo Imam.Al mismo tiempo, los teólogos chiitas intentaban probar la existencia del Imam chiíta, eliminando las dudas de los chiitas.
Según las fuentes sunitas, el profeta del Islam tendrá doce sucesores, todos ellos de la tribu Quraysh, y después de ellos reinará el caos en la sociedad. Esta narración fue popular mucho antes de la desaparición del duodécimo Imam de los chiitas en el año 260 DH.

## La época de al-Gayba al-Sugra
Según la creencia de los chiitas imamíes, este período comenzó con la muerte de Hasan Al-Askari  en el año 260 DH/874 DC, continuando hasta el 329 DC/941 DC Durante estos años, Al-Mahdi contactó a los chiitas sólo a través de cuatro representantes en circunstancias especiales, haciendo sus solicitudes y recibieron respuestas.
Según Sachedina y Yásim Husáin, antes de la época de los últimos Imames, la red de abogados era responsable de recolectar jums, zakat y otros impuestos islámicos. pero los últimos Imames estaban bajo estricta supervisión y cuidado y no podían comunicarse directa con los chiitas, entonces la administración de los asuntos de la sociedad chiíta era prácticamente responsabilidad de los abogados.
En las fuentes antiguas, incluidos los libros de Al-Kulayni y Al-Shej al-Sadúq, se menciona a los abogados en general, e Ibn Babawayh nombró a varias personas que estaban en contacto con Al-Mahdi como un abogado, sin nombrar a ninguno de ellos como abogado especial.
Por lo tanto, el número de abogados no se limitó a cuatro personas y el término de “apoderado especial” se creó en períodos posteriores para explicar a Al-Ghayba al-Sugra.
Según Sachedina, tras la muerte de Hasan Al-Askari , en una situación en la que la comunidad chiíta se había dividido en varias sectas la aceptación de un hijo de Hasan Al-Askari  como último y duodécimo Imam de los chiitas, se volvió común en finales del siglo III y principios del IV de Hégira. Esto se hizo bajo el liderazgo de Muhammad ibn Uzmán y su red de abogados en todas las tierras islámicas y con la ayuda de Abu SAHl Nobajti, un gran teólogo chiíta.
La estrecha y amistosa relación de Abu Sahl con la familia chiita Bani Éufrates, que eran ministros abbasíes, facilitó la aceptación de la creencia incluso entre otros musulmanes. De esta manera, la comunidad chiíta se reunió en torno a la creencia en el Imamato del hijo de Hasan bajo el liderazgo de Muhammad ibn Uzmán.
El título de representante (abogado) apareció por primera vez en el Libro de Al-Gayba de Nu'mani, pero no se mencionó el nombre ni el número de los abogados. Luego, Ibn Babawayh registró los nombres de cuatro abogados en Kamal al-Din, y los informes más detallados sobre las actividades de los abogados se encuentran en el libro Al-Gayba de Abu Ya’far al-Tusi. Según Kohlberg en la Encyclopaedia of Islam, la creencia en los abogados se formó en la familia de Nobajti.
Según Verena Kelemm, la expansión de la idea de los cuatro representantes entre los chiitas probablemente fue llevada a cabo por la familia Nobajti. La información disponible sobre los dos primeros abogados prueba que después de su muerte eran conocidos como abogados especiales del Imam Al-Mahdi; Porque la sucesión debería haber comenzado desde el momento de la muerte de Hasan Al-Askari.

### Opinión chiita
Desde el punto de vista de los chiitas, el período de su Imamato se divide en dos períodos de ocultación y de aparición. El período de ocultación también se divide en dos épocas de menor (de corta duración) y de mayor (de larga duración).
La ocultación menor comienza desde el nacimiento en 255 DH o la muerte del undécimo Imam en 260 AH y termina hasta la muerte del cuarto abogado especial de Mahdi en 329 DH.
A partir de este momento comenzó la ocultación mayor, continuando hasta su reaparición. En fuentes chiitas, se han narrado alrededor de setenta narraciones del Profeta del Islam y AHl al-Bayt acerca de ocultación.
"Ausencia" en chiíta significa "invisible" frente a "aparecer" y no "desaparecer" frente a "presencia". Desde el punto de vista de los chiitas, la ocultación es un período en el que el Mahdi está entre la gente, pero no aparece.
Según la creencia chiita, la tierra nunca estará libre del Imam infalible, y esto es una prueba de la existencia de Al-Mahdi durante la mayor ocultación.
Moojan Momen y Etan Kohlberg escriben que la red de abogados pudo realizar su misión durante la duración natural de la vida de un ser humano (setenta años). Pero después de eso, la errancia y la duda de los chiitas sobre la existencia del Imam comenzó de nuevo. Los eruditos del período de 'Al-Buya hicieron sus esfuerzos demostrando la ocultación del duodécimo Imam en sus libros.
Según la creencia chiita, durante la ocultación mayor, el liderazgo y el domino de Mahdi continúa y no se detiene, sino que queda "suspendido" de forma complicada. Esta suspensión, considerando la altísima posición del Imam entre los chiitas, enfrenta a la comunidad chiíta a consecuencias nuevas y complejas. Según los chiitas, Hojyyat ibn Hasan está vivo, presente y observando sus acciones y comportamiento, y es posible que lo visiten de forma desconocida. 
Los eruditos chiitas han recopilado historias de la visita de personas piadosas a Mahdi, en consecuencias  su presencia y sus actividades sean tangibles para la comunidad chiíta. En algunas narraciones chiitas, el papel del Imam durante la ocultación se compara con el sol detrás de una nube.

## Cuatro representantes

### 1) Abu Amr y Uzmán ibn Sa’íd Amri
Hay poca información en fuentes chiitas sobre la vida de los dos primeros representantes de Hojjat Bet Al-Hasan. Osman afirmó haber visto al hijo de Hasan Al-Askari. Fue uno de los abogados de Hasan Al-Askari y Hadi.
Según la creencia chiita actual, Uzmán ibn Sa’íd fue designado directamente como apoderado por Hasan Al-Askari, aunque según Kelemm, parece que su nombramiento como abogado del duodécimo Imam no fue oficial.
Fue el encargado de organizar a los chiitas de Samarra. Durante la época de Hasan Al-Askari, Uzmán transmitía dinero de los chiitas de Irak a los chiitas de Samarra, que estaban bajo el estricto control de los abbasíes. Osman tenía la responsabilidad de organización del funeral de Hasan Al-Askari tras su muerte.

### 2) Abu Ya’far Muhammad ibn Uzmán ibn Sa’íd
Muhammad, junto con su padre Uzmán ibn Sa’íd, estaba a cargo de la representación legal de Hasan Al-Askari. Desde el punto de vista chiíta actual, Muhammad estaba a cargo del abogado durante casi cincuenta años, recibiendo los impuestos de los chiitas y entregándoles las cartas del Imam.
Durante su mandato, Muhammad tenía más oportunidades de comunicarse con el duodécimo Imam que otros abogados. Finalmente murió en el año 305 DH y fue enterrado junto a su padre en Bagdad.

### 3) Abul qasim Husáin ibn Rúh Nobajti
En la época de Nobajti, después de un cuarto de siglo, se reanudó la comunicación oficial con el Imam oculto. La primera carta que Nobajti presentó el 24 de Shawwal del año 305 H. en la que el Imam ausente confirmaba a Husáin ibn Rooh como su representante.
Según Sheikh Tusi, el comienzo de la representación de Nobajti fue en año de 306 AH/917 AD, presentando cartas atribuidas al Imam, respondiendo a las preguntas de los eruditos de Qom.
Parece que Husáin ibn Rooh Nobajti era más conocido rentre los chiitas que los abogados anteriores. Husáin ibn Rooh fue aceptado por los chiitas como el único representante del Imam en este tiempo, ya que la familia Nobajti tenía una influencia dominante los eruditos chiitas. Husáin ibn Rúh también trataba de justificar la ocultación del Imam con un enfoque racional, además de justificarla basándose en hadices. 
Además de su alto posición social entre los chiitas de Bagdad, Husáin ibn Rooh tenía una gran influencia y respeto entre el califato abbasí, especialmente entre los Éufrates.
Durante ese período, Abu Ya’far Muhammad ibn Ali Shlmagani, representante de Husáin Rooh en Bagdad, negó la existencia del Imam Al-Mahdi. Además, Mansúr Hallay se opuso a Husáin ibn Rooh y finalmente los ambos oponentes fueron ejecutados por el gobierno debido a la influencia de la familia Nobajti en el calfato abbasí.

### 4) Abul Hasan Ali ibn Muhammad Al-Samari
Según fuentes históricas, durante el mandato de la familia de Nobajti los abogados fueron aceptados por el público chiíta, controlando a los chiitas. Pero durante la época de Ali ibn Muhammad, se perdió el domino de los abogados y no fue aceptado por los chiitas en general. Con la muerte de Samri en 329 A.H, comenzó el período conocido como Al-Gayba Al-Kubra.

## Nombres y títulos
Según los hadices chiitas, el nombre y kunya del hijo de Hasan Al-Askari  es el mismo que el nombre y kunya de Muhammad, el Profeta del Islam, que se deriva de un hadiz del Profeta del Islam.
Según Madelung, este hadiz fue falsificado por los partidarios de Mujtar al-Zaqafi y los chiitas de Kisaniyya para Muhammad Ibn Al-Hanafiyya, el hijo de Ali Ibn Abi Talib y el líder de Kisaniyya.
Según Etan Kohlberg, según los documentos históricos chiitas más antiguos, el nombre del duodécimo Imam en ese momento no era objeto del consenso de los Imamíes, sino que su nombre se consideraba un secreto que no debía revelarse.
El teólogo sunita, Abul Hasan Ash'ari, presenta a los Imamiyya como aquellos que tienen creencia en el liderazgo (imamato) oculto de Muhammad Ibn Hasan.
Sachedina ha indicado a las narraciones chiitas que consideran que el anuncio del nombre del duodécimo Imam se atribuye a la época de su segundo abogado, Abu Y'afar.
Según las creencias chiitas, estaba prohibido publicar su nombre para proteger la vida del hijo de Hasan de los peligros probables por parte de los abbasíes.
Entre sus títulos están Al-Mahdi (el guiado), Al-Muntaahar (el que se espera), Sáhib al-zaman, baqiyytullAH, Al-huyyat, y el más famoso de todos es Al-Qa’ím (el insurgente).

## Nacimiento y vida
Hay informaciones detalladas acerca de Hoyyat ibn al-Hasan desde la primera mitad del siglo X DC y del siglo XI en adelante (siglos IV y V DH) en los libros Imamíes. En las narraciones se han mencionado muchos nombres de la madre de Mahdi, que era una esclava negra de Nubia; Como Naryis, Rayhana, Súsan y Maryam.
Los tres primeros nombres habitualmente se les daba a las esclavas en aquella época. Según Amir Mo'ezzi en la enciclopedia Iranica, Hay otra narración al respecto que no es cierta desde un punto de vista histórico y sin duda tiene un aspecto legendario, según la que la madre de Al-Mahdi era hija del César romano oriental, capturado por los musulmanes. Según la mayoría de las fuentes, Mahdi nació en el 15 de Sha'ban en el año de 256 o 256 DH.
Según las tradiciones chiitas, el nacimiento del Imam chiíta era un milagro. Aunque Hakima, la tía del undécimo Imam, estaba presente En su nacimiento. Al comienzo de su presencia en casa de Hasan Al-Askari, no veía ningún signo de embarazo en Naryis. En la mayoría de las fuentes chiitas se menciona que Al-Mahdi habló en el momento de su nacimiento.
Según la doctrina chiita, los signos del embarazo en la madre, así como el nacimiento del niño, fueron ocultados en forma milagrosa porque los abbasíes intentaron matar al niño que se rumoreaba que era el salvador prometido.
Según fuentes chiitas, el padre del niño mostró el bebé a cuarenta de sus fanáticos más cercanos y luego lo ocultó de la vista. Según muchas fuentes, Hasan Al-Askari usaba dos tácticas para garantizar la seguridad de su hijo.
1. Mantenía en secreto su nacimiento excepto para sus amigos cercanos. De esta meanera presentaba a su madre (Hudayz) como su única heredera.
2. Poco antes de su muerte, se difundió el rumor de que su sirvienta (Saqil) estaba embarazada de su hijo. Después de la muerte de Hasan, la sirvienta fue arrestada y vigilada.
Durante el año siguiente, no se vio ningún signo de embarazo, en consecuencias fue liberada y el nacimiento de salvador fue rápidamente olvidada. De esta manera, el duodécimo Imam se salvó, creciendo en secreto.
Según la creencia de los imamíes, tras la muerte de Hasan Al-Askari, Ya’far, su hermano, anunció que el Imam no tenía hijos y que él su mismo es el sucesor de su hermano. Pero mientras rezaba al cuerpo de Hasan Al-Askari, su hijo empujó a su tío y rezó al él.
Según la creencia chiíta, Ya'far era una persona malhechora, al igual que el hijo de Noé y Adán. Según otro hadiz chiita, el funeral del Imam Al-Askari tuvo lugar por su abogado supervisor, Uzmán ibn Sa’íd, quien más tarde continuó trabajando como abogado supervisor durante el período del menor oculto.
El punto de vista moderno de los chiitas es que los asuntos como Al-Mahdi, los Doce Imames, y la ocultación se ha discutido desde la época del Profeta y, según los hadices, el Profeta ha determinado precisamente que Mahdi será el hijo del undécimo Imam.
La razón de esta opinión es que en los siglos I y II aparecieron las personas que reclamaban ser Al-Mahdi, rebelando como líderes de la familia de Muhammad y sugirieron las sectas con líderes ocultos.
Por lo tanto, la desaparición de Mahdi fue aceptado por los chiitas; Por ejemplo, Hasan ibn MAHbub contemporáneo del quinto y sexto imam, Muhammad al-Báqir y Ya’far al-Sádiq, mencionó dos ocultaciones cortas y largas de Al-Qa’ím al-Muhammad en su libro de hadices.
Según chiitas, Mahdi participa en el Hayy todos los años y, a lo largo de la historia, muchas personas han afirmado que lo conocieron durante la ceremonia. En las narraciones ha mencionado varios lugares como su vivienda, como La Meca, las montañas entre La Meca y Taif, Karbalá y Kufa.

## Reaparición, levantamiento y formación del gobierno mundial
Según las narraciones de los chiitas, hay muchos signos de la reaparición de Mahdi, como: levantamiento de Yamáni, Sufyáni, el grito celestial que anuncia la llegada de Al-Qa’ím, el asesinato de Al-Nafs al-Zakiyya (persona inocente) en La Meca sólo 15 días antes de la reaparición de Al-Mahdi Al-Qa’ím. Al-Qa’ím, el hundimiento del ejército de Sufyan en la tierra de Al-Baydá.
Aunque Tusi, Nu’mani y Sadúq no están de acuerdo sobre el tiempo de los signos, los tres mencionan que se ocurrieron en un año. En las narraciones, el Mahdi aparece en la Ka’ba entre los pilares de Yamani y Hayar al-Aswad y el lugar de IbrAHim.
Según los chiitas la reaparición coincide con el día de Ashura y el centro de su gobierno se encuentra en Kufa, estableciendo la sede de su gobierno en la mezquita de Kufa y su tesoro en la mezquita de Sahla.
De acuerdo con doctrina chiita, a los chiitas se les prohíbe determinar el tiempo de la aparición de Mahdi, y quienes lo determinan son considerados mentirosos. Entre los chiitas, no hay consenso sobre la duración del gobierno de Mahdi después de su aparición.
Según el Ali Kúrani, basado en las narraciones chiitas y sunitas, la aparición de Al-Mahdi tarda catorce meses desde el principio hasta la formación del gobierno. El levantamiento comienza a partir del mes de Rayab con salir de Sufyáni.
En los primeros seis meses, la aparición de Mahdi no es pública, dirigiendo en secreto los asuntos a través de sus compañeros.
Luego, en el día de Ashura en el mes de Muharram, su levantamiento comienza desde La Meca en Masyid al-Harám junto a la Ka’ba con 313 de sus compañeros.; Luego se va a Medina, Irak y finalmente a Siria, derrotando a sus enemigos en ocho meses y puso al mundo islámico bajo su dominio. Finalmente, entra en al-Quds, firmando un acuerdo de paz con los romanos, es decir (los occidentales).
Mientras tanto, según las tradiciones islámicas, Jesús desciende del cielo, convenciendo a los judíos y cristianos. Luego Jesús se une a Mahdi, rezando detrás de él. Entonces los romanos rompen el acuerdo y estalla una gran guerra en la costa oriental del Mediterráneo, con el fin de fracaso de los romanos.

## El punto de vista de los sunitas
Con el desarrollo de la doctrina del MAHdawiyyat (creencia en Al-Mahdi) entre los chiitas, los sunitas trataron de alejarse de la doctrina.
A pesar del apoyo a la creencia por parte de algunos importantes narradores sunitas, nunca ha sido considerada como la base principal de la doctrina sunita.
Muchos eruditos sunitas famosos, como Muhammad al-Gazzali, han evitado discutir este tema, lo que no se debió a la falta de fe en Mahdi sino que no querían invitar a disturbios y movimientos sociales.
Sin embargo, todavía hay diferencias opiniones entre los académicos sunitas sobre el papel político de mAHdawiyyat.Hay eruditos excepcionales como Ibn Jaldún, que no creían en el MAHdawiyyat, considerando falsos todos los hadices al respecto.
Entre los eruditos sunitas hay diferentes puntos de vista sobre Mahdi. En algunos hadices, se considera que Mahdi es el mismo Jesús.
En algunas otras narraciones no se especifica la identidad de Al-Mahdi y en algunas se dice que se levantará con Jesús. Además, se considera que Mahdi es descendiente de Husáin, descendiente de Hasan, o hijo de Hasan Al-Askari, el undécimo Imam de los imamíes.
Según Wilfred Madelung en la Enciclopedia del Islam, entre los siglos VII y XIII de la Hégira, algunos eruditos sunitas apoyaron la idea de que el hijo de Hasan Al-Askari  es el Mahdi prometido: 
Por ejemplo, en el año 648 DH/1250 DC, el Muhaddiz sirio de la secta Shafi'i, Muhammad ibn Yusuf al-Ganyi al-Quraishi, escribió un libro titulado Al-Bayan fi Ajbar SAHib al-Zaman, en el que demostró que el duodécimo Imam de los chiitas es el mismo Al-Mahdi, citando los hadices de los sunitas.
Además, en el año 650 DH/1252 DC, Kamal al-Din Muhammad al-Qurashi, un erudito shafi'í, completó el libro Matalib al-Sa'ul fi Manaqib al-Ar-Rasúl en la ciudad de Alepo. En este libro apoyó el imamato de los doce Imames, respondiendo a las dudas de los sunitas sobre la creencia de que el duodécimo Imam de los chiitas es el Mahdi.
Sibt ibn Jauzi, poco antes de su muerte en 654 AH en Damasco, escribió el libro Tazkiratul Jawas, en el que recopiló los informes de fuentes sunitas sobre las virtudes de Ali y sus hijos, especialmente los doce Imames, afirmando que el duodécimo Imam es el mismo Mahdi prometido.
Entre los sufíes también hay fuentes afirmando que el duodécimo Imam de los chiitas es el Mahdi. Por ejemplo, Abu Bakr Bayhaqi (m. 458 AH/1066 DC) ha declarado que algunos de los ancianos sufíes aceptan la opinión del ImamiyyAH con respecto a la identidad de Al-Mahdi y su ocultación.
Otros sufíes, como Sadr al-Din Ibrahim al-Hammawi y Al-Sha'arani, han aceptado la misma opinión en sus libros, Fara'id al-Simtayn y Al-Yawaqit wa Al-Yawahir.